# لیندن (میشیگان)
لیندن، میشیگان (به انگلیسی: Linden, Michigan) یک شهر در ایالات متحده آمریکا با جمعیت ۳٬۹۹۱ نفر است که در میشیگان واقع شده‌است.

## موقعیت جغرافیایی
موقعیت جغرافیایی شهرها و مناطق اطراف به شرح زیر است: